# Banda di Caspary
La banda di Caspary è uno strato continuo di materiale idrofobo che riveste internamente e impregna le pareti cellulari longitudinali radiali e trasversali delle cellule che, in monostrato, costituiscono, nelle giovani radici delle piante vascolari, il tessuto noto come endodermide.
Svolge la funzione importantissima di deviare l'acqua dalla via apoplastica a quella simplastica. L'acqua, quindi, dovrà attraversare per forza la membrana delle cellule dell'endoderma e una volta fatto non può più tornare indietro grazie alla natura idrofoba della banda di Caspary e questo permette alle piante di poter far arrivare allo xilema l'acqua.
Inoltre seleziona le sostanze che devono essere trasportate all'interno dei tessuti vascolari della pianta. Obbliga le sostanze nutritive che passano attraverso l'epidermide a essere filtrate attraverso il passaggio nelle cellule.
È stata scoperta da Robert Caspary nel 1865.

## Funzione della banda di Caspary
In una tipica angiosperma una radice in cui non sia ancora iniziato l'accrescimento secondario e che svolga ancora una preminente funzione di assorbimento presenta una caratteristica struttura a strati sovrapposti, disposti secondo cilindri concentrici (dall'esterno all'interno): il rizoderma, il parenchima corticale con l'endoderma, e il cilindro centrale (con annesso subito al disotto dell'endoderma il periciclo, tessuto parenchimatico da cui si origineranno le radici laterali e poi, laddove vi sia crescita secondaria, il cambio cribro-vascolare).
La corteccia rappresenta uno spesso strato di cellule parenchimatiche specializzate nell'accumulo di sostanze nutritive generalmente grazie alla presenza di grandi quantità di leucoplasti (amiloplasti), mentre il rizoderma e l'endoderma sono dei tessuti tegumentali specializzati con la rispettiva funzione di assorbire e selezionare le sostanze estratte dal terreno. Il cilindro centrale o stele rappresenta la porzione più interna della radice e comprende il fascio cribro-vascolare, unitamente ad elementi parenchimatici e, meno frequentemente, meccanici. Il primo strato di cellule della stele costituisce il periciclo.
Il tessuto tegumentale radicale vero e proprio, detto rizoderma, presenta uno strato di cutina molto sottile o assente e diverse estroflessioni cellulari (peli radicali) che ne aumentano ulteriormente la superficie disponibile all'assorbimento dell'acqua e dei soluti in essa contenuti. L'acqua assorbita si sposta dal rizoderma al cilindro centrale attraverso tre possibili vie: l'apoplasto (movimento attraverso gli spazi tra le cellule e in primo luogo le pareti cellulari), il simplasto (movimento attraverso i protoplasti delle cellule per mezzo dei plasmodesmi), la via transcellulare (movimento di cellula in cellula attraversandone anche i vacuoli). 
Se non fossero presenti ulteriori barriere anatomiche, sostanze quindi potenzialmente dannose o inutili potrebbero agevolmente raggiungere il cilindro centrale per via apoplastica, muovendosi per microcapillarità fra le pareti cellulari, e venendone assorbite e quindi trasportate in tutto il corpo vegetale.
Per evitare questo inconveniente, le cellule dell'endoderma presentano uno spesso strato di materiale idrofobo (la banda di Caspary) che blocca il passaggio dei fluidi attraverso la via apoplastica.
Qualsiasi sostanza che sta per entrare nel cilindro centrale viene così costretta ad attraversare la membrana delle cellule endodermiche che, grazie alla sua permeabilità selettiva, opera un'azione di filtraggio delle soluzioni eliminando possibili sostanze indesiderate. In altre parole, le sostanze a livello dell'endodermide vengono forzate a muoversi attraverso la via simplastica, per poi riprendere anche quella apoplastica nella stele. Bisogna tuttavia osservare che quella endodermica non è una barriera assoluta e la selezione che opera non è così stringente, tant'è vero che anche diverse sostanze tossiche possono agevolmente raggiungere il germoglio trasportate verso l'alto col flusso xilematico. Esempi sono rappresentati da erbicidi che, assorbiti dal terreno, raggiungono le foglie dove esercitano la loro azione tossica o anche metalli pesanti che solo in parte vengono trattenuto nei tessuti radicali.

## Costituzione
È costituita principalmente da lignina, una struttura polimerica di unità fenilpropaniche. La lignina è raccolta in una linea sottile (visibile al microscopio elettronico) che circonda le cellule del endoderma, creando un muro che blocca il trasporto apoplastico. La struttura viene spesso confusa con le lamelle di suberina presenti nell'endoderma.